# Norbert Huse
Norbert Huse (geboren 16. Dezember 1941 in Gotha; gestorben 1. Juni 2013 in München) war ein deutscher Kunsthistoriker.

## Leben
Huses Dissertation befasste sich mit Gian Lorenzo Berninis römischen Vierströmebrunnen, die Habilitationsschrift mit Giovanni Bellini. Er forschte zu Andrea Palladio und verfasste mit Wolfgang Wolters eine Studie zum Venedig der Renaissance. Huse schrieb über das neue Bauen in der Weimarer Republik und über Le Corbusier.
Huse lehrte an der Universität München und 1968–1970 als Assistant Professor in den USA. Er war von 1980 bis zu seiner Emeritierung 2007 Ordinarius für Kunstgeschichte an der Fakultät für Architektur der Technischen Universität München. Huse erhielt 2001 den Karl-Friedrich-Schinkel-Ring des Deutschen Nationalkomitees für Denkmalschutz für sein Lebenswerk.